# Wenceslao I de Bohemia (duque)
Venceslao I de Bohemia o San Wenceslao I de Bohemia —Václav en checo— (ca. 907, Stochov, cerca de Libušín, Bohemia - 28 de septiembre del 929 o 935, Stará Boleslav —“Vieja Boleslavia”—), fue un soberano bohemio y un nieto de la reina Ludmila la Santa de Bohemia. Es el santo patrón de la República Checa y su festividad se celebra el 28 de septiembre y personifica lo deseado del héroe nacional: valientemente comprometido con la justicia social, desarrollo cultural y religioso del pueblo eslavo.

## Biografía
Hijo del príncipe Bratislao I de Bohemia y de su esposa Drahomira, fue bautizado por un fraile eslavo discípulo del apóstol Metodio. Educado, desde su infancia, en la fe cristiana, especialmente  influenciado por su abuela Ludmila, fue enviado al liceo de la iglesia de San Pedro en Budeč donde aprendió latín.
Tras la muerte accidental de su padre en el año 921, Drahomira  asumió el poder e instauró una política anticristiana, el caos se apoderó del ducado de Bohemia, y no se mostró acorde con la fe del joven Václav, que buscó refugio en casa de su abuela Ludmila.
Ante la situación Ludmila, trató que el príncipe asumiese el trono para salvaguarda del cristianismo, lo que provocó que la consideraran una amenaza para los intereses de nobles, por lo que fue estrangulada con su velo por orden de su nuera el 15 de septiembre de 921 en el castillo de Tetín próximo a Beroun. Fue enterrada en la iglesia de San Miguel en Tetín, pero sus restos fueron posteriormente traslados, probablemente por Wenceslao, a la Basílica de San Jorge de Praga, que había sido edificada por su padre.
El duque Arnulfo de Baviera se aprovechó de esas circunstancias para invadir el país durante la primavera de 922. La reina fue expulsada del trono y Venceslao accedió al trono dos años más tarde. Enrique I el Pajarero  quiso entonces invadir Bohemia pero Venceslao le propuso firmar un pacto de no agresión, cuya paz costó 129 vacas y 500 talentos de plata por año, algo habitual en esa época: Venceslao prefería la paz a la guerra. Muchos compañeros del soberano, incluido su hermano Boleslao, aceptaron a la fuerza este proceder.

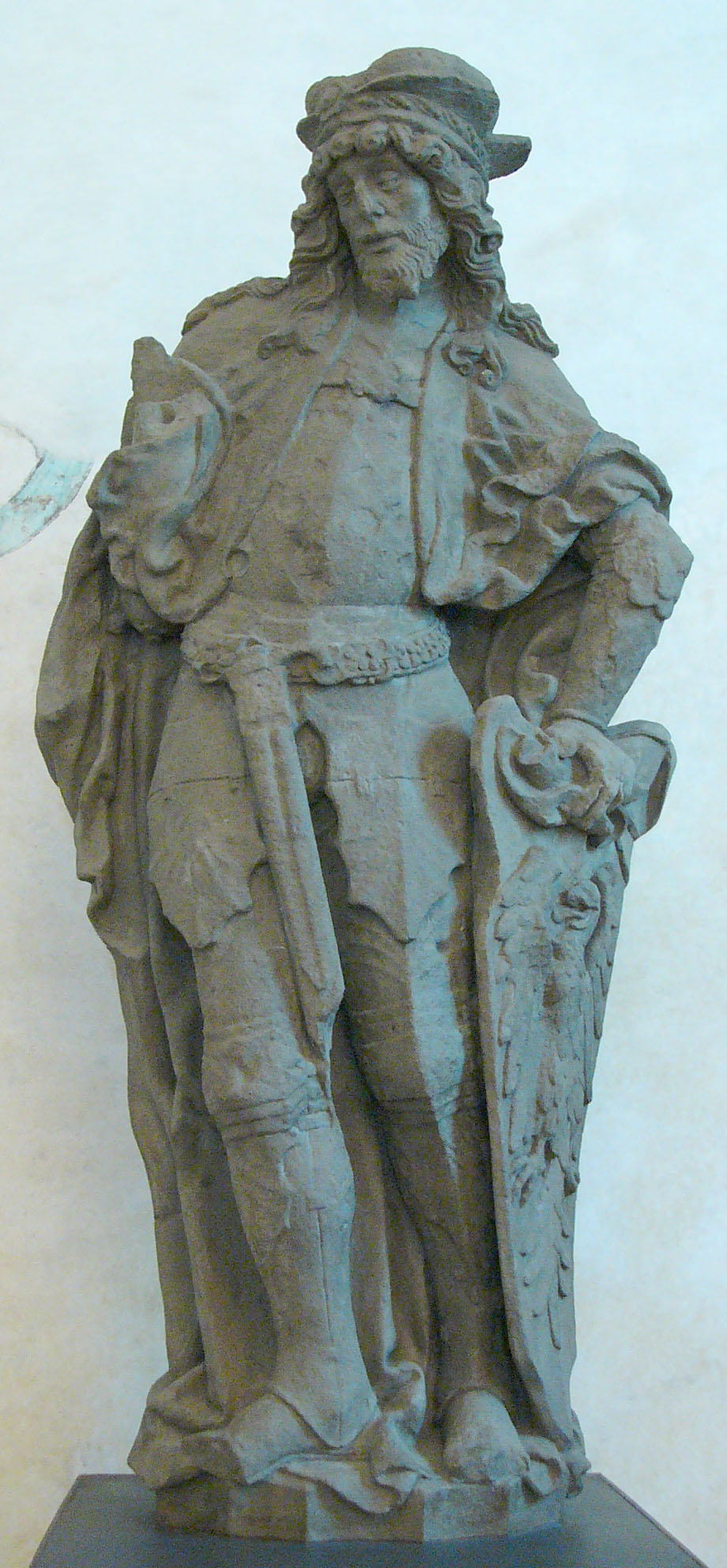
Estatua de Venceslao I de Bohemia, en Olomouc (República Checa).

Venceslao apoyó a la Iglesia, instauró el orden social, transformó la sociedad checa en lo concerniente a la religión, y modificando el sistema judicial, reduciendo las condenas relativas a la pena capital y a la tortura; gobernó con justicia y misericordia. Fue el promotor de la construcción de la catedral de San Vito.
El rey anteponía los deberes religiosos a los de soberano, incluyendo llegar tarde a reuniones de trabajo, por estar en misa. No era raro ver al joven rey mezclado con el pueblo, con los pies descalzos en procesiones penitenciales. Impuso la dura disciplina del cilicio y diarias mortificaciones.
Boleslao, ávido de poder y ayudado por muchos cortesanos, conspiró contra su propio hermano atrayéndole a la fiesta de los patrones de la iglesia, que se celebraba en la ciudad de Stará Boleslav, no lejos de Praga. Desarmado, Venceslao fue atacado por su hermano y otros conspiradores que le mataron el 28 de septiembre delante de la puerta de la iglesia, pues iba a misa.
Tres años más tarde Boleslao I de Bohemia arrepentido, hizo llevar los restos de su hermano al interior de la catedral de San Vito, en Praga.

## Veneración
La fiesta de Wenceslao se celebra el 28 de septiembre. La traslación de sus reliquias, que tuvo lugar en el año 938, se conmemora  el 4 de marzo.
En 1119, Cosmas de Praga escribió que había leído la Pasión de Wenceslao y que se había hecho famoso por sus generosas obras de caridad a favor de viudas, huérfanos, presos y personas necesitadas. Papa Pio II confirmó este relato histórico de los hechos.
En pocas décadas, se publicaron cuatro biografías de Wenceslao, que tuvo una poderosa influencia en el concepto de la Alta Edad Media del rex justus (rey justo), un monarca cuya autoridad surge principalmente de un gran sentido de piedad, así como de su vigor principesco. Trazable hasta el siglo XII, Svatý Václave es una de los himnos checos más antiguos.

## Legado
Plaza de Wenceslao en Praga alberga una estatua ecuestre en honor al santo, que fue escenario de numerosas manifestaciones contra el régimen comunista.
El casco y la armadura del santo se exhiben al público en el castillo de la capital checa.

## En el arte
En 1930, St. Wenceslas fue la película muda más cara jamás realizada en la nación bohemia.
Good King Wenceslas es a TV film producida en 1994 y referido a los primeros años de vida de Wenceslao. Jonathan Brandis interpreta el protagonista, con la participación de Leo McKern, Stefanie Powers y Joan Fontaine (como Ludmila).